# De Aar
De Aar (arteria en neerlandés) localidad sudafricana de unos 30 000 habitantes de la provincia Septentrional del Cabo, forma parte de la municipalidad de Emthanjeni (35 548 habitantes) dentro del distrito de Karoo. 
Situada sobre la línea ferroviaria entre Kimberley y Ciudad del Cabo, De Aar es el nudo ferroviario más importante del país, su situación fue particularmente estratégica para los británicos durante la Segunda Guerra de los Bóeres.

## Historia
La región fue habitada al principio por los khoikhoi. En 1881, el lugar fue negociado por el gobierno de la Colonia del Cabo para hacer de él el nudo de conexiones Brounger Junction (del nombre del ingeniero William Brounger). Más tarde se convirtió en un lugar de reuniones y es actualmente el principal centro comercial de Karoo. 

## Demografía
De Aar tiene 30 000 habitantes de los que más de ¾ tienen el afrikáans como lengua materna con una proporción parecida de las poblaciones dominantes mestizos y afrikáners